# Andricus quercusflocci
Andricus quercusflocci är en stekelart som först beskrevs av Walsh 1864.  Andricus quercusflocci ingår i släktet Andricus och familjen gallsteklar. Inga underarter finns listade i Catalogue of Life.